# وسیم سجاد
وسیم سجاد (انگلیسی: Wasim Sajjad؛ زادهٔ ۳۰ مارس ۱۹۴۱) یک سیاست‌مدار اهل پاکستان است.

## ریاست جمهوری
«وسیم سجاد» هشتمین رئیس‌جمهور پاکستان از ۱۸ ژوئیه ۱۹۹۳ تا ۱۴ نوامبر ۱۹۹۳ بود. دوران او موقت بوده و بدلیل استعفاء غلام اسحاق خان و تا انتخاب رئیس‌جمهور جدید برای مدتی کوتاه به عنوان رئیس‌جمهور فعالیت کرد.
«وسیم سجاد» بار دیگر به عنوان رئیس‌جمهور موقت در پی استعفاء فاروق لغاری به قدرت رسید. وسیم سجاد دهمین رئیس‌جمهور پاکستان بوده‌است و دوران ریاست جمهوری وی از ۲ دسامبر۱۹۹۷ تا اول ژانویه ۱۹۹۸ طول کشید.